# Stazione di Montesano-Buonabitacolo
La stazione di Montesano-Buonabitacolo era una stazione ferroviaria posta sulla linea Sicignano-Lagonegro. Serviva i centri abitati di Montesano sulla Marcellana e di Buonabitacolo.

## Storia
Fino al 1951 era denominata semplicemente "Montesano"; in tale data assunse la denominazione di "Montesano-Buonabitacolo".